# Centros de poder (programa de televisión)
Centros de poder fue un programa de televisión de España, emitido por La 2 de TVE en la temporada 1994-1995.

## Formato
Con la voluntad de dar a conocer a los telespectadores el funcionamiento de las principales instituciones del país, las periodistas Julia Navarro y Pilar Cernuda entrevistaron semanalmente a algunos de los más altos representantes de los centros más influyentes en la vida política española.

## Entrevistados
Entre otros personajes relevantes, fueron entrevistados, con referencia al cargo que en aquel momento ostentaban:
- Felipe González Márquez, Presidente del Gobierno.[3]
- Félix Pons, Presidente del Congreso de los Diputados.
- Juan José Laborda, Presidente del Senado
- Miguel Rodríguez-Piñero, Presidente del Tribunal Constitucional.
- Pascual Sala, Presidente del Tribunal Supremo.
- Jordi Pujol, Presidente de la Generalidad de Cataluña.
- Manuel Fraga, Presidente de la Junta de Galicia.
- José María Aznar López, líder de la oposición y Presidente del Partido Popular.
- Julio Anguita - Coordinador General de Izquierda Unida.
- Xabier Arzalluz, Presidente del Partido Nacionalista Vasco.
- Milagros Gómez Crespo, Presidenta del Tribunal de Cuentas.
- Federico Durán, Presidente del Consejo Económico y Social.
- Elías Yanes, Presidente de la Conferencia Episcopal Española.
- Cándido Méndez, Secretario General de la Unión General de Trabajadores.
- Antonio Gutiérrez, Secretario General de Comisiones Obreras.
- José María Cuevas, Presidente de la CEOE.